# سانو ۸۶۶۰
سیارک ۸۶۶۰ (به انگلیسی: 8660 Sano، نامگذاری:1990TM1) هشت هزار و ششصد و شصتمین سیارک کشف شده‌است که در ۱۵ اکتبر ۱۹۹۰ کشف شد.
قدر مطلق سیارک برابر ۸۹.۰ است.